# Angelo Secchi

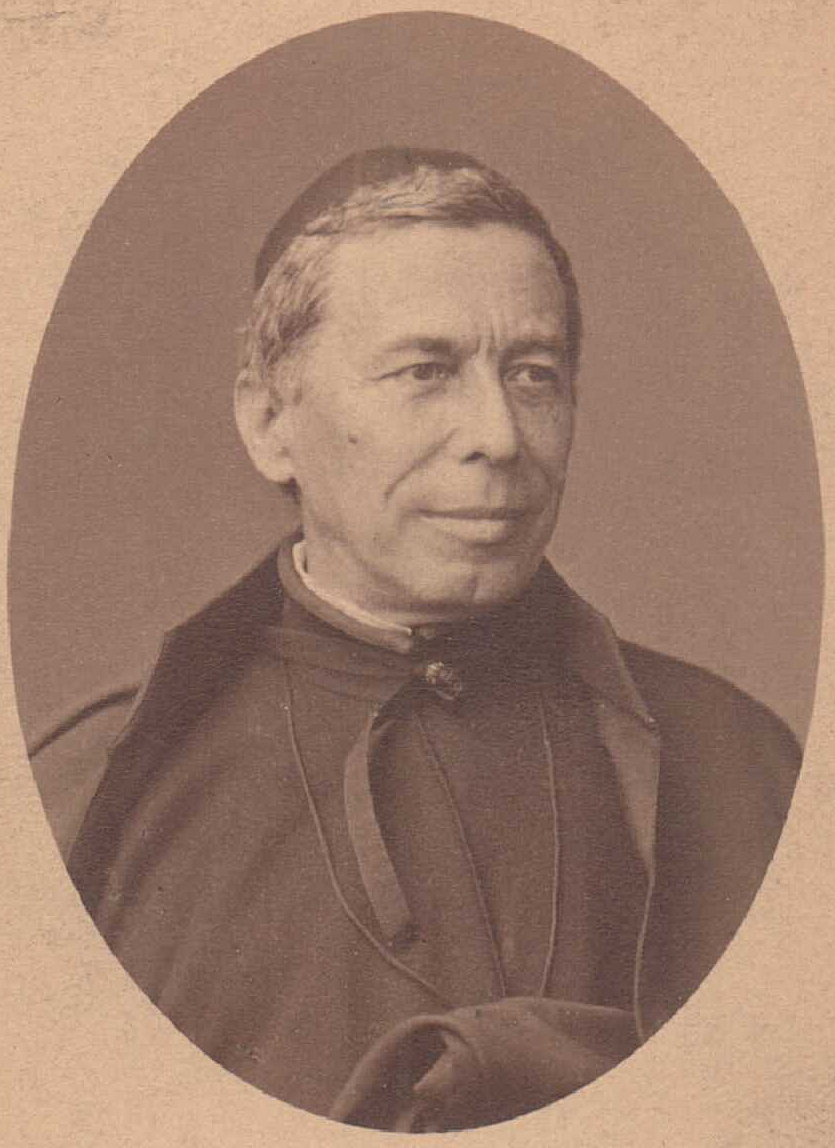
Pater Angelo Secchi

Angelo Secchi SJ (* 28. Juni 1818 in Reggio nell’Emilia, Italien; † 26. Februar 1878 in Rom) war ein italienischer Jesuit, Physiker und Astronom. Als Leiter der Vatikansternwarte erforschte er die Sonnenkorona und von 1867 an die unterschiedlichen Spektren zahlreicher heller Sterne. Durch deren erstmalige systematische Klassifikation wurde Pater Secchi zum Pionier der  Spektralanalyse.

## Ausbildung
Der Sohn eines Tischlers sollte zunächst Schneider werden, konnte aber am Jesuitengymnasium bald seine Eignung zum Wissenschaftler zeigen. Schon mit 15½ Jahren wurde Angelo Secchi Novize im Jesuitenorden und mit 17 Student am Collegio Romano. Dort erhielt er neben der Ordensausbildung die Möglichkeit, Astronomie zu studieren.
Zur Zeit der revolutionären Römischen Republik Rom mussten die Jesuiten die Stadt verlassen und Secchi ging mit einigen seiner Lehrer ins Exil. In dieser Zeit arbeitete er an den Sternwarten von Stonyhurst in England sowie des Georgetown College in Washington, D.C., in den USA. Nach Rom zurückgekehrt, übernahm er 1850 die Leitung der Vatikanischen Sternwarte des Collegio Romano (Gregoriana).

## Pionier der Astrophysik
1859 entdeckten Gustav Kirchhoff und Bunsen, dass verschiedene chemische Elemente die Flamme eines Gasbrenners auf charakteristische Weise färben. So konnten sie die Fraunhofer-Linien im Sonnenspektrum erklären. Als Secchi davon erfuhr, widmete er sich der schwierigen Aufgabe, auch das Licht von Sternen mit Prismen in ihr Farbspektrum zu zerlegen. Durch die Verteilung der Farbmuster und dunklen Absorptionslinien bestimmte er die chemische Zusammensetzung der einschlägigen Sonnen- und Sternatmosphäre. 1867 legte er der Fachwelt ein Verzeichnis von über 500 untersuchten Fixsternen vor, in dem er die Spektren zunächst in drei Klassen einteilte:
1. weiße Sterne (Prototyp Wega), 2. „farbige“ (ähnlich der Sonne), 3. blaue Sterne, und ergänzte diese Skala zwei Jahre später um den Typ IV: „… einige sehr merkwürdige Sterne, die meist eine blutrote Farbe besitzen und sehr geringe Helligkeit haben […] dennoch sind ihre Linien sehr lebhaft …“ Nach heutiger Klassifikation sind es die Kohlenstoffsterne. In seinem Lehrbuch Die Sterne entwickelte Secchi noch einen Typ V für Sterne mit deutlichen Wasserstofflinien.
Secchis Forschung auf diesem Gebiet war – ähnlich wie jene von William Huggins – bahnbrechend, und er gilt mit Huggins als der Wegbereiter der Spektroskopie. In weiteren Arbeiten erkannte er in den Sterntypen I und II Unterschiede in Dichte und Temperatur und vermutete richtig, dass Typ III und IV kühler sein müssten. Seine Skala wurde 1874 von Hermann Carl Vogel etwas adaptiert und war die Basis für die spätere (bis heute gültige) Harvard-Klassifikation O-B-A-F-G-K-M.

## Weitere Forschungsthemen
Secchis Arbeitsthemen waren anfangs auch die Beobachtung von Sonnenflecken, Protuberanzen und die Entwicklung des Heliospektrografen. Bei der Sonnenfinsternis von 1860 gelang ihm die erste fotografische Aufnahme der Sonnenkorona. Auch befasste er sich mit dem Einfluss der Sonne auf die Erdatmosphäre und deren elektrischen Erscheinungen sowie mit dem Erdmagnetismus und der Meteorologie.
Ferner untersuchte er die Lichtdurchlässigkeit im Mittelmeer, wofür er ein spezielles Messverfahren entwickelte. Die von ihm erfundene Secchi-Scheibe findet bis heute in der angewandten Limnologie Verwendung.
In Anbetracht seines breiten naturwissenschaftlichen Interessens- und Forschungsspektrums, das er noch durch Studien zur Philosophie ergänzte, kann Angelo Secchi auch als moderner Vertreter der uralten Gilde von Priesterastronomen gesehen werden.

## Ehrungen

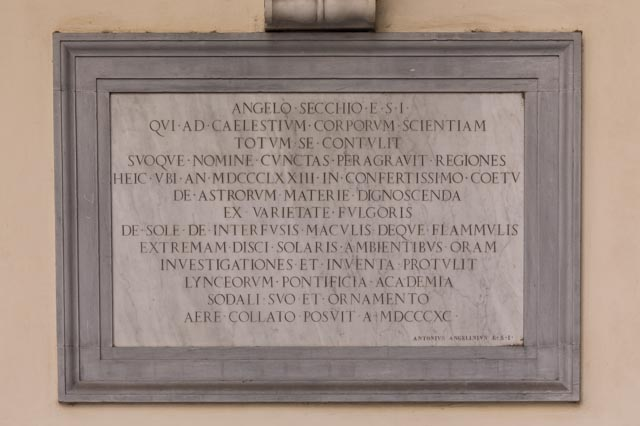
Gedenktafel des Angelo Secchi (Astronom) im Cortile des Palazzo della Cancelleria, Rom

Ihm zu Ehren wurden der 22 Kilometer große Krater Secchi auf dem Mond benannt, sowie eine 50 Kilometer lange Gebirgsgruppe, die Montes Secchi. 1992 wurde außerdem der Asteroid (4705) Secchi nach ihm benannt. Der Jesuitenastronom ist außerdem Entdecker des nach ihm benannten Kometen C/1853 E1.
Die Päpstliche Akademie hat im Jahr 1890 zu seinem Gedenken eine Tafel im Cortile des Palazzo della Cancelleria in Rom anbringen lassen.
Secchi war ab 1857 korrespondierendes Mitglied der Académie des sciences in Paris und seit 1865 Ehrenmitglied (Honorary Fellow) der Royal Society of Edinburgh, ab 1867 korrespondierendes Mitglied der Bayerischen Akademie der Wissenschaften, seit Dezember 1874 assoziiertes Mitglied der Académie royale des Sciences, des Lettres et des Beaux-Arts de Belgique in Brüssel und seit 1877 der Russischen Akademie der Wissenschaften in Sankt Petersburg.
Der Bildhauer Giuseppe Prinzi schuf 1879 in Rom eine Büste Secchis.

## Literatur

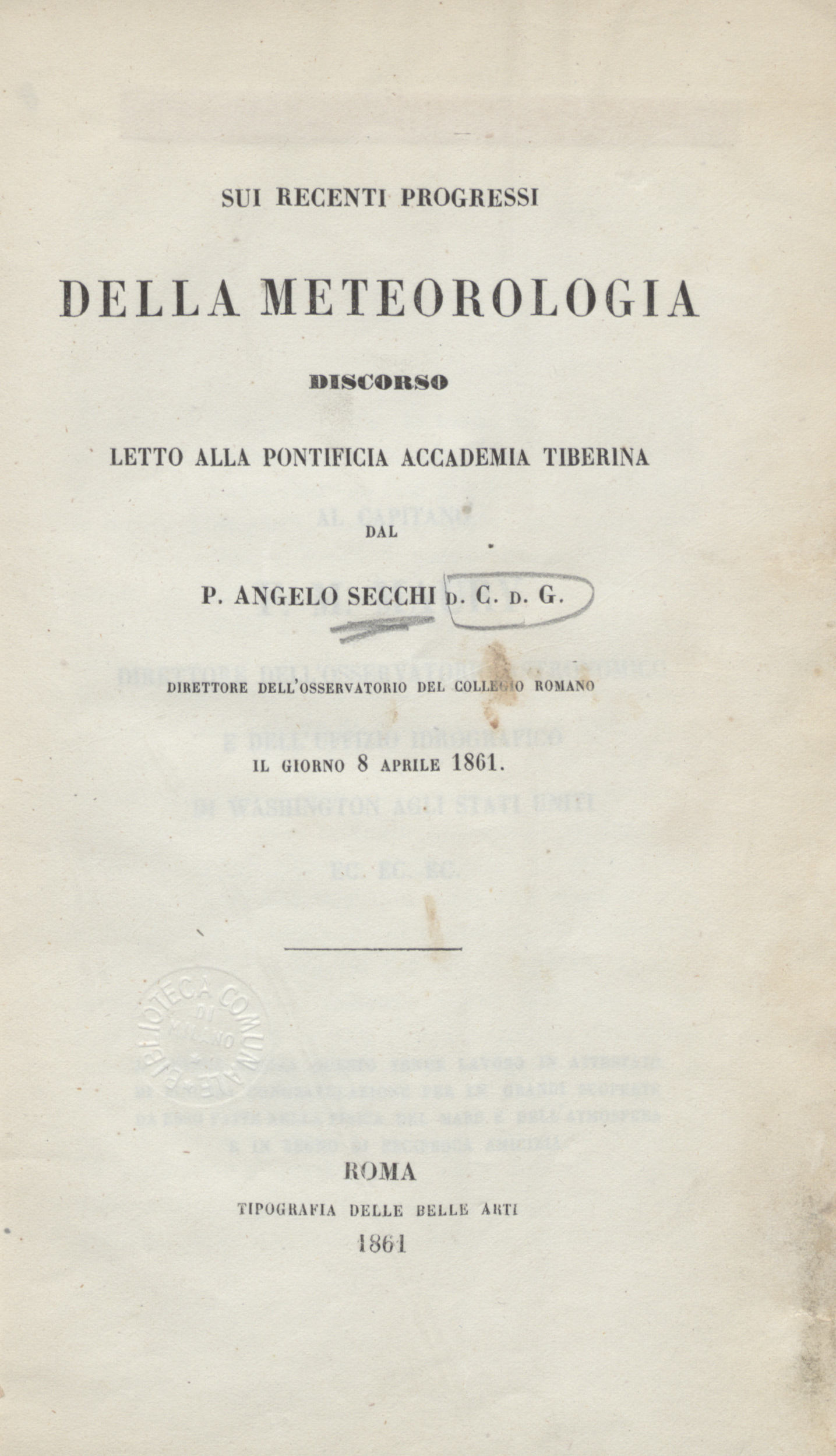
Sui recenti progressi della meteorologia (1861)